# ICE MY LIFE
「ICE MY LIFE 」（アイス マイ ライフ） は、日本のロックバンド、黒夢の2枚目のシングル。

## 概要
テレビ朝日系『Mew』エンディングテーマ。シングルで初のオリコンチャートベスト10入りを記録する。シングル盤のタイトルは「ICE MY LIFE～残酷な僕から～」と副題がついているが、アルバムに収録された際は「ICE MY LIFE」と変更されている。

## 収録曲
| 全作詞: 清春、全編曲: 黒夢, 佐久間正英。 |                 |      |      |      |
| #                                        | タイトル        | 作詞 | 作曲 | 時間 |
| 1.                                       | 「ICE MY LIFE」 | 清春 | 臣   | 4:18 |
| 2.                                       | 「S・A・D」     | 清春 | 清春 | 3:09 |